# Forjado con rodillos
Forjado con rodillos (en idioma inglés roll forging), se define como el proceso por el cual se deforma plásticamente un material reduciendo su sección transversal cilíndrica o rectangular mediante rodillos. Forma parte del proceso de forjado en el ámbito de conformado por deformación plástica.

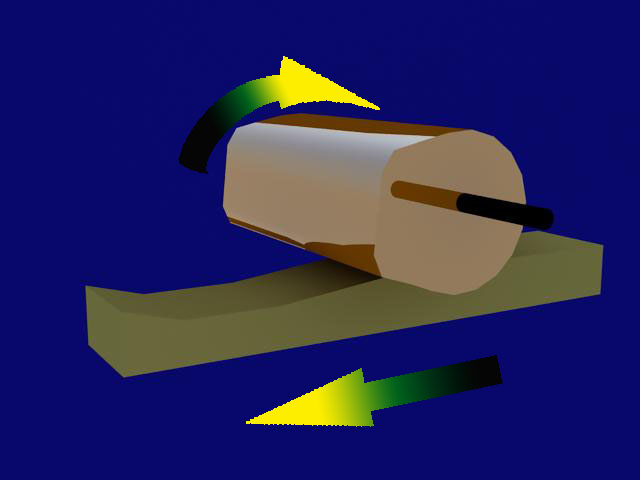
Ejemplo forjado con rodillo simple.

Ejemplo forjado con rodillo especial. (GIF)

## Proceso
El proceso por forjado con rodillos se realiza mediante rodillos especiales que tienen la forma longitudinal con las dimensiones específicas, esto es, que el rodillo gira pero solo incide una parte del rodillo en el material, la parte que deforma.
A diferencia de otros procesos industriales, el rodillo completa la vuelta entera alrededor de la pieza, pero solo el perfil necesario del rodillo con la forma necesaria incide sobre el material para deformarlo. Este proceso permite crear largas unidades de piezas sin tener que cambiar de maquinaria o herramienta, ahorrando costes y tiempo. Una vez la pieza ha sido conformada puede ser cortada en longitudes necesarias ya que el forjado se repite a lo largo de toda la pieza. También es utilizado con frecuencia como un proceso preliminar para ahorrar material y reducir el número de ciclos necesarios que se tendrían que realizar en otro proceso de forja. 

### Efectos en el material
Una vez el material ha sido forjado, sufre las siguientes modificaciones:
- La zona deformada gana dureza una vez deformado el material.
- La estructura granular de la zona deformada es mejor que la obtenida a través de otros procesos que producen las mismas deformaciones.
- Rodillos más grandes provocan una mayor extensión lateral pero menos alargamiento de la pieza.
- Rodillos más pequeños provocan un mayor alargamiento de la pieza deformada.

Para disminuir la deformación lateral e incrementar la longitudinal se recurre al uso de rodillos especiales que mantienen la pieza dentro del rodillo.

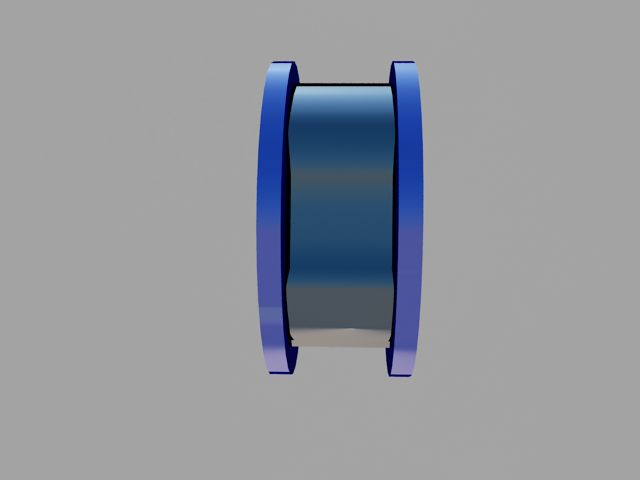
Rodillo especial.

### Resultados
El acabado superficial de la pieza suele ser bastante pulido y con pocas rugosidades superficiales, ya que el proceso de conformado del material es continuo, no se producen parones en el proceso. Ejemplos de objetos y herramientas obtenidos mediante este proceso: 
- Barrotes o vigas con formas complejas.
- Semiejes para maquinaria o vehículos.
- Bielas para maquinaria.
- Herramientas para la agricultura.
- Herramientas de trabajo.